# Armanda Duarte
Pour les articles homonymes, voir Duarte.
Armanda Duarte, née en 1961 à Praia do Ribatejo, au Portugal est une artiste contemporaine in situ portugaise.

## Biographie
Armanda Duarte est diplômée en design et communication de la faculté des Beaux-arts de l'Université de Lisbonne. Le lieu qui accueille ses œuvres est déterminant pour Armanda Duarte. Elle prend en compte dans ses projets volumétrie et revêtement des salles d'exposition. Elle s'inspire des gestes de la vie quotidienne, révélant les réseaux d'échange qui sont le fondement de notre vie en communauté.
Entre 2003-2004, Armanda Duarte exécute une série de dessins intitulée Lisboa no Ano da Cabra. Pendant deux mois, elle trace sur du papier précieux chaque jour ses déplacements quotidiens, à Lisbonne. La série est la mémoire de ses parcours et présente l'espace miniaturisé qu'elle a traversé lors de ses déplacements. Ce travail est présenté à Lyon en 2009. Elle présente en même temps que ses dessins, des cercles en argile posés au sol qui contiennent de l’eau. Elle charge les employés de maintenir le niveau d'eau et de colmater les fissures.
Le travail d'Armanda Duarte fait partie de l'exposition Art contemporain portugais, présentée au Frac Nouvelle-Aquitaine La Méca, à Bordeaux, en 2022.

## Expositions
- Sopro frio nas orelhas, Museum d'Histoire naturelle, Lisbonne, 1999[7]
- Os livros da Matilde, Room Project, Lisbonne, 2001
- Subtracções, Caroline Pagès Gallery, Lisbonne, 2008[8]
- Uma Combinação, Plataforma Revólver, Lisbonne, 2008
- Uma Combinação 2 (avec Linda Sanchez), Centre d'Art La BF15, Lyon, 2009
- Três degraus, uma laje, Chiado 8, Lisbonne, 2010[2]
- Desculpa, grilo, roubei a tua casinha, Caroline Pagès Gallery, Lisbonne, 2012
- Tambor, Pavilhão Branco – Musée de la ville de Lisbonne, 2014
- L'Art dans les Chapelles, Pontivy, France, 2015[9]
- Guarda, Musée de São Roque, Lisbonne, 2017

- Sismografo, Oporto Porta 14, Lisbonne 2018